# Raja Shehadeh

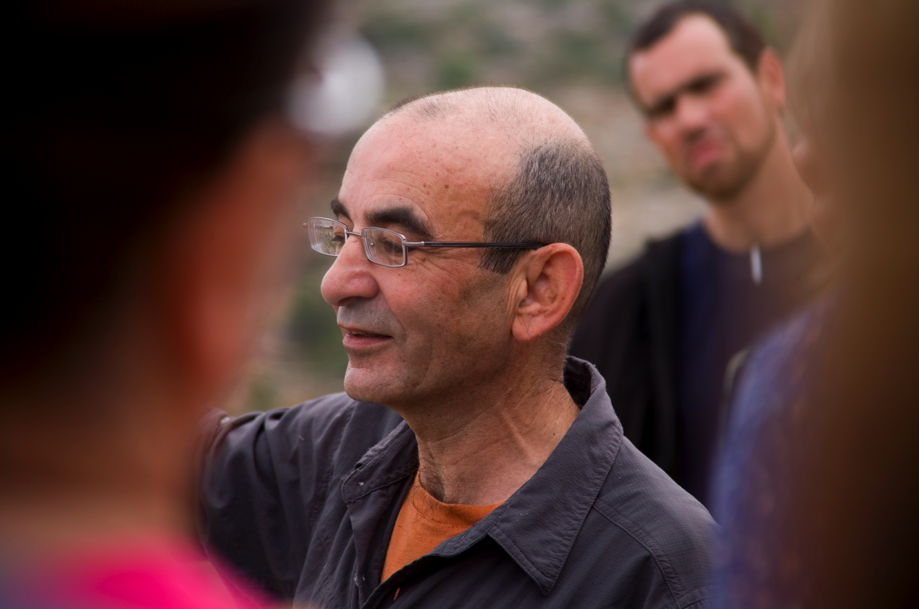
Raja Shehadeh (2009)

Raja Shehadeh (* 1951 in Ramallah) ist ein Rechtsanwalt und Schriftsteller in Palästina. Er schreibt auf Englisch.

## Leben
Raja Shehadehs Eltern Aziz und Wedad waren Christen. Einer seiner Großväter war der Dichter Bulus Shehadeh, Herausgeber der Zeitung Mirat es-Shark (dt. Spiegel des Ostens). Seine Mutter war die Tochter eines Richters in Jaffa. Sein Vater Aziz, ein Rechtsanwalt, musste bei der militärischen Eroberung durch israelische Einheiten 1948 Jaffa verlassen und nach Ramallah fliehen. Shehadeh war das dritte von vier Kindern und hatte die älteren Schwestern Siham und Samar und dem jüngeren Bruder Samer. Er besuchte die dortige Ahlia School und wenig später die Friends School in Ramallah. Sein Vater wurde wegen politischer Aktivitäten 1955 aus Jordanien, zu dem das Westjordanland bis 1967 gehörte, ausgewiesen, die Familie Shehadeh lebte deshalb fortan in Beirut. Raja Shehadeh wuchs danach wegen seiner schwächlichen Gesundheit jedoch weiterhin in Ramallah bei seiner Großmutter Julia auf. 
Shehadeh studierte Literaturwissenschaften an der Amerikanischen Universität Beirut und danach Rechtswissenschaften in London. 1974 besuchte er Indien, da er sich für alternative Lebensweisen interessierte. 1978 kehrte er nach Ramallah zurück und arbeitete als Rechtsanwalt in der Kanzlei seines Vaters in Ramallah, die er später übernahm, nebenbei gründete er 1979 die Menschenrechtsorganisation Al-Haq, die der Internationalen Juristenkommission in Genf angehört. Er arbeitete nun u. a. in Fällen von israelischem Siedlungsbau. Daneben wurde er schriftstellerisch tätig. 1988 heiratete er Penny Johnson, die ebenfalls als Autorin tätig ist. Sie leben in Ramallah. Sein Buch When the Bulbul Stopped Singing wurde als Bühnenwerk adaptiert.

## Werke (Auswahl)
- The Third Way: A Journal of Life in the West Bank (1982; deutsch: Aufzeichnungen aus einem Ghetto. Leben unter israelischer Besatzung (1983))
- The Sealed Room: Selections from the Diary of a Palestinian Living Under Israeli Occupation, September 1990–August 1991 (1992)
- Strangers in the House: Coming of Age in Occupied Palestine (2002; deutsch: Fremd in Ramallah: Mein Leben als Sohn im besetzten Palästina (2003))
- When the Bulbul Stopped Singing: A diary of Ramallah under siege (2003)
- Palestinian Walks: Forays on a Vanishing Landscape (2007; deutsch: Streifzüge in Palästina (2008))
- A Rift In Time: Travels With My Ottoman Uncle (2010)
- Occupation Diaries (2012)
- Language of War, Language of Peace (2015)
- Where the Line is Drawn: Crossing Boundaries in Occupied Palestine (2017)
- Going Home: A Walk Through Fifty Years of Occupation (2019)
- We Could Have Been Friends, My Father and I: A Palestinian Memoir (2022)
- What Does Israel Fear from Palestine? Profile, London 2024, ISBN 978-1-80522-347-4.

## Auszeichnungen
- Für sein Buch Palestinian Walks: Forays on a Vanishing Landscape erhielt er 2008 den Orwell Prize.